# Ennearthron abeillei
Ennearthron abeillei là một loài bọ cánh cứng trong họ Ciidae. Loài này được Caillol miêu tả khoa học năm 1914.